# Río Xallas
Der Río Xallas (Galego) oder Río Jallas (spanisch) ist ein Fluss im Nordwesten Spaniens, der durch die spanische Provinz A Coruña fließt und in den Atlantischen Ozean mündet.

## Verlauf
Der Río Xallas entsteht aus dem Zusammenfluss kleinerer Zuflüsse in der Nähe des Ortes Xallas in Galicien. Er fließt in der Nähe von Santa Comba vorbei und wird dann in mehreren Staustufen aufgestaut (Fervenz, Ponte Olveira, Castrelo, Santa Uxia). Der Río Xallas mündet bei Ézaro in den Atlantischen Ozean.